# (25082) Williamhodge
(25082) Williamhodge (1998 RP1) – planetoida z grupy pasa głównego asteroid okrążająca Słońce w ciągu 4,6 lat w średniej odległości 2,76 j.a. Odkryta 15 września 1998 roku.